# Clavulium laburnifolium
Clavulium laburnifolium là một loài thực vật có hoa trong họ Đậu. Loài này được (L.) M.R.Almeida mô tả khoa học đầu tiên năm 1998.